# Магнітний домен

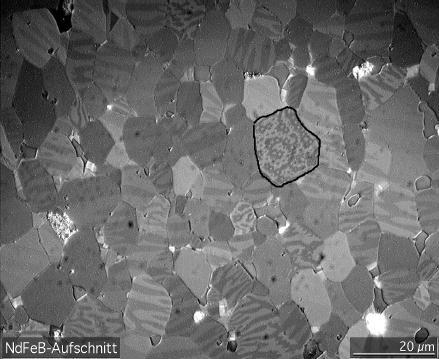
Магнітні домени, сфотографовані методом контрасту в мікроскопі Керра

Магнітний домен — просторова область, у якій магнітні моменти окремих частинок орієнтовані однаково, тож досягається максимальне намагнічування. Суміжні магнітні домени відділені один від одного доменними стінками. Розміри доменів можуть досягати 100 мкм.
Поняття магнітних доменів запропонував на початку 20-го століття П'єр Вейс для пояснення особливостей гістерезису в феромагнетиках. Загально відомо, що феромагнітні матеріали, наприклад залізо, можуть бути ненамагніченими, хоча й перебувають у феромагнітній фазі. Вейс висловив припущення, що весь об'єм такої речовини розбивається на намагнічені області. Випадкова орієнтація сумарних магнітних моментів таких областей призводить до відсутності макроскопічного магнітного моменту.
В зовнішньому магнітному полі відбувається як переорієнтація магнітних моментів окремих доменів, так і зміна розмірів цих доменів за рахунок руху доменних стінок. Це призводить до намагнічення зразка, яке зберігається при зменшенні зовнішнього магнітного поля до нуля.
Схематичне зображення зміни розмірів та переорієнтації магнітних моментів у доменах при намагнічуванні

## Інтернет-ресурси
- Interactive Java tutorial on magnetic domains National High Magnetic Field Laboratory
- Magnetismus und Magnetooptik a German text about magnetism and magneto-optics